# カプリッチョ (オペラ)
『カプリッチョ』（Capriccio）は、リヒャルト・シュトラウスの最後のオペラ。台本は作曲者及びクレメンス・クラウス。

## 概要
作曲年代は1940年から1941年。1942年10月28日、バイエルン国立歌劇場で初演された。
サリエリのオペラ・ブッファ『まずは音楽、それから言葉』の翻案であり、台本は指揮者のクラウスと共同で執筆された。オペラによるオペラ論の形を取った機知あふれる喜劇で、擬古典主義的な美しい音楽である。冒頭の前奏曲（弦楽六重奏）と、終盤近くの場面転換で演奏される「月光の曲」は特に有名で、単独演奏の機会も多い。ヒロインの比重が大きく、主役の伯爵令嬢はドイツ・オペラ系ソプラノの大きな聞かせ役のひとつである。

## 演奏時間
全1幕、約2時間10分（切れ目なし）。

## 楽器編成

### ピット
フルート3（3番はピッコロ持ち替え）、オーボエ2、イングリッシュホルン、クラリネットC管、クラリネットB♭管2、バセットホルン、バスクラリネット、ファゴット3（3番はコントラファゴット持ち替え）、ホルン4、トランペット2、トロンボーン3、ティンパニ、シンバル、大太鼓、ハープ2、チェンバロ、弦5部（12型）

### 舞台上
弦楽六重奏、ヴァイオリン、チェロ、チェンバロ

## 配役
- 伯爵令嬢マドレーヌ（ソプラノ）
- 伯爵（バリトン）
- フラマン（テノール）
- オリヴィエ（バリトン）
- ラ・ロッシュ（バス）
- クレロン（アルト）
- トープ氏（テノール）
- 家令（バス）

他

## あらすじ
1775年頃、パリ郊外の城。ロココ風のサロン。音楽家フラマンと詩人オリヴィエは、若くして未亡人となった伯爵夫人マドレーヌに恋している。2人は伯爵夫人がどちらを選ぶかで言い争っているが、論争は次第に｢音楽か言葉か｣ということにまで発展する。劇場支配人のラ･ロッシュも加わり、大オペラ論争になる。3人が去ると伯爵夫人と兄の伯爵が登場する。音楽を賛美する伯爵夫人を兄がからかう。伯爵夫人は兄を、女優のクレロンにぞっこんだから戯曲の方が好きなのね、と冷やかす。
一同で伯爵夫人の誕生日パーティーの打ち合わせをしているところに、パリから女優のクレロンが到着する。伯爵はクレロンと、オリヴィエの書いたソネットを朗読する。2人が劇場に去ると、オリヴィエは伯爵夫人の前でその詩を読み上げ、彼女に献上して愛を打明けようとする。フラマンはこの詩に旋律をつけて歌にする。韻がメチャクチャになったとオリヴィエは激怒するが、伯爵夫人は音楽が詩に輝きを与えたと言う。オリヴィエが劇場に去った後、フラマンは伯爵夫人に愛を告白する。彼女は明日の11時に書斎でと答える。
パーティーが始まる。バレエやイタリア人歌手の二重唱が披露される。劇場支配人が、計画中の二つの劇について語ると、一同は嘲笑したり反発したりする。怒った劇場支配人は、自分の芸術論を熱く語る。伯爵夫人はオペラを作ってほしいと言う。伯爵が「今日ここで起こったことをオペラにしよう」と提案する。皆は納得し、散会となる。
執事は伯爵夫人に、オリヴィエの伝言を伝える。「明日11時、オペラの結末を聞くために書斎で待っている」とのこと。フラマンと約束をした同じ時刻と場所である。どちらを選ぶべきか……伯爵夫人はハープを弾きながら、ソネットを今一度歌い、鏡の中の自分に問いかける。答えは出ない。伯爵夫人が部屋を出ると、この結論を暗示するかのようなホルンの動機が響き、幕。

## 有名な録音
正規スタジオ録音としては、ヴォルフガング・サヴァリッシュ（EMI）、カール・ベーム（DGG)、ウルフ・シルマー（DECCA）指揮のものなどが有名である。ジョルジュ・プレートルの十八番でもあり、ライブ録音が2種出ている。シルマーはパリ・オペラ座と映像作品も残している（CDはウィーン・フィル）。